# Escut de Maçanet de la Selva
L'escut oficial de Maçanet de la Selva té el següent blasonament:
Escut caironat: d'or, 3 pomes tijades i fullades de sinople acompanyades al cap d'una cabra arrestada de sable; bordura de 8 peces de sable. Per timbre, una corona mural de vila.

## Història
Va ser aprovat el 12 de maig de 1983 i publicat al DOGC el 6 de juliol del mateix any amb el número 342.
Les tres pomes, o maçanes, són un senyal parlant referent al nom de la localitat. La cabra de sable sobre camper d'or amb la bordura de sable són les armes parlants del vescomtat de Cabrera, al qual pertanyia el poble de Maçanet.